# IC 209
IC 209 ist eine Balken-Spiralgalaxie vom Hubble-Typ SB(r)bc im Sternbild Walfisch südlich des Himmelsäquators, die schätzungsweise 178 Millionen Lichtjahre von der Milchstraße entfernt ist.
Das Objekt wurde am 28. Januar 1892 vom französischen Astronomen Stéphane Javelle entdeckt.